# Euploea sumbana
Euploea sumbana är en fjärilsart som beskrevs av William Doherty 1891. Euploea sumbana ingår i släktet Euploea och familjen praktfjärilar. Inga underarter finns listade i Catalogue of Life.